# Танго (филм, 1969)
Вижте пояснителната страница за други значения на Танго.
„Танго“ е български игрален филм (драма) от 1968 година на режисьора Васил Мирчев, по сценарий на Георги Караславов и Слав Г. Караславов, по повестта „Танго“ на Георги Караславов. Оператор е Ивайло Тренчев. Музиката във филма е композирана от Иван Спасов.

## Сюжет
В дома на софийски новобогаташ се празнува рожденият ден на дъщерята. Поканени са гости от елитното столично общество. Сред тях е и главният прокурор на царството Йоргов. Разговорите непрекъснато се въртят около положението на Източния фронт, където германците отстъпват. Заслепените политикани чакат някакво тайно оръжие от хитлеристите. Привлекателната интелектуалка Хаваджиева съзнава, че интересите на нейната класа изискват действия, а не приказки. Йоргов е влюбен в нея. Тя го предизвиква да се покаже решителен. Прокурорът нарежда по телефона да бъдат екзекутирани трима осъдени на смърт комунисти. При тръгването си Йоргов моли Хаваджиева в часа на екзекуцията да пусне любимото му танго. В същото време близките на осъдените се готвят за път. Тодор Проев и още неколцина са решили да посетят своите в затвора. Ильо Митовски упорства – не дава пари на снаха си, за да замине и тя, но дава всичките си спестявания за партизаните. Близките още се надяват на помилване. В затвора смъртните не могат да заспят и тази нощ, потиснати от продължителното очакване. Те разговарят за семействата си, спомнят си свидните лица. Иван сънува, че пред него се изправя бесилка. От коридора се носи зловещият тропот на ботуши. Един от осъдените се съпротивлява, но тъмничарите го усмиряват. Бесилките са приготвени, тримата са под тях. Но Йоргов удължава мъчителните минути – не е дошъл точният час за тангото в полунощ.

## Актьорски състав
| Изпълнител           | Роля                                                  |
| -------------------- | ----------------------------------------------------- |
| з.а. Невена Коканова | Катя Хаваджиева                                       |
| Петър Пенков         | полковник Гаврил Йоргов, главен прокурор на царството |
| Петър Слабаков       | Тодор Проев                                           |
| Стоян Гъдев          | мелничарят Милан                                      |
| Григор Вачков        | Ильо Митовски                                         |
| Димитрина Савова     | снахата Куна                                          |
| Невена Милошева      | баба Дара                                             |
| Георги Георгиев      | Йордан Митовски, синът на Ильо                        |
| Иван Налбантов       | Иван Проев, затворник, синът на Тодор                 |
| Веселин Савов        | Борис Йорданов, затворник                             |
| Борис Арабов         | Хаваджиев                                             |
| Иван Йорданов        | новобогаташът-зарзаватчия Манол Каев                  |
| Росица Данаилова     | Каева                                                 |
| Петър Евангелаков    | Берзоев, съветник от легацията в Стокхолм             |
| Бочо Василев         | адвокатът на Манол Каев                               |
| Бранимира Антонова   | Лидия Каева - „Льоли“                                 |
| Антон Горчев         | надзирателят Богдан                                   |
| Петър Пейков         | директорът на затвора                                 |
| Тодор Тодоров        | старият затворник                                     |
| Жарко Павлович       |                                                       |
| Кунка Баева          | лелята на Каев                                        |
| Румяна Бочева        | майка                                                 |
| Виолета Вапцарова    |                                                       |
| Йоана Попова         | жената на смъртника                                   |
| В. Якимов            |                                                       |
| Петър Божилов        |                                                       |
| М. Маринов           |                                                       |
| Ст. Занова           |                                                       |
| Рихард Езра          | гост на соарето                                       |
| Александър Притуп    | офицерът, губещ на карти                              |
| з.а. Николай Дойчев  | дядо Цеко Проев, бащата на Тодор                      |
| П. Василева          |                                                       |
| Н. Сърчаджиев        |                                                       |
| Г. Геров             |                                                       |
| Ив. Денчев           |                                                       |
| Петър Вучков         | затворник, съкилийник на Борис                        |
| Иван Янчев           | затворник                                             |
| Ив. Стайков          |                                                       |
| В. Колев             |                                                       |
| Ир. Лолов            |                                                       |
| Атанас Трайков       |                                                       |
| Аспарух Сариев       | военен играещ билярд                                  |
| Лъчезар Стоянов      | Жеко                                                  |

и други

## Награди
- Специална награда за режисура, ФБФ (Варна, 1968).
- Първа награда на сп. „Чинема суд“ и Първа награда „Златната Верижка“, МКФ (Авелино, Италия, 1968).
- Диплом за високо операторска майсторство на МКФ (Москва, СССР, 1969).[1]